# 梅爾維爾 (紐約州)
梅爾維爾（英語：Melville）是位於美國紐約州薩福克縣的普查規定居民點。

## 人口
根據2020年美國人口普查的數據，梅爾維爾的面積為31.37平方千米，皆為陸地。當地共有人口19284人，而人口密度為每平方千米614.73人。